# Лихачёв, Фёдор Семёнович
Фёдор Семёнович Лихачёв (1795—1835) — казанский помещик, коллекционер. Отец А. Ф. Лихачёва и И. Ф. Лихачёва.

## Биография
Родился в 1795 году в селе Полянки (Спасский уезд Казанской губернии). Был единственным сыном в семье. Его отец, Семён Александрович, отправил сына в Кавалергардский полк в конце июля 1815 года. Он уехал в Петербург вместе с давнишним другом своей семьи, В. И. Панаевым, сестра которого Глафира Ивановна уже тогда была его невестой.
В 1822 году Фёдор Семёнович уже был ротмистром и имел орден Святого Владимира 4-й степени. После женитьбы в 1822 году на Глафире Панаевой он оставил службу по настоянию супруги и поселился с ней в родном селе Полянки.
Здесь обнаружилось, что от богатства, накопленного его дедом и прадедом, вследствие расточительности отца, остались только обломки. Приходилось жить умеренно и осмотрительно. Дворянство Спасского уезда, несмотря на молодость Фёдора Семёновича, избрало его своим предводителем, и, живя в деревне, он делил свои досуги между этой службой и книжными занятиями. Как предводитель дворянства, он собирал материалы для описания уезда (с планами имений), как любитель просвещения, выписывал книги и журналы и делал огромные выписки из книг, главным образом интересуясь эпохой Петра Великого. В сельском уединении вспыхнула и развилась в нем собирательная страсть деда, библиофила Александра Логиновича Лихачёва (бывшего директора Казанской гимназии), но отразилась эта страсть не столько на книгах, сколько на коллекции древнего оружия и собирании чубуков и трубок всевозможных видов.
Среди родных и друзей Ф. С. Лихачева было немало лиц, близко соприкасавшихся с литературой; кроме братьев жены Панаевых, к этому кружку относились: тёща Фёдора Семёновича, Надежда Васильевна Панаева, урожденная Страхова, свояк Ф. М. Рындовский, князь Андрей Гундоров и др.; все они находились в постоянном общении с Фёдором Семёновичем, искренно любили и уважали его.
В браке Фёдор Семёнович Лихачёв имел шестерых детей: Ивана, Екатерину, Логина, Бориса, Андрея (04.07.1832—11.08.1890) и Петра (27.06.1833—1904). Внук Ф. С. Лихачёва — Николай Петрович Лихачёв (1862—1936).
Ф. С. Лихачев скончался от пневмонии 14 (26) октября 1835 года, на сороковом году жизни. Село Полянки и их библиотека достались впоследствии его младшему сыну Петру.